# الفريق (طور الباحة)

تعديل مصدري - تعديل

الفريق هي إحدى قرى عزلة طور الباحة بمديرية طور الباحة التابعة لمحافظة لحج، بلغ تعداد سكانها 717 نسمة حسب تعداد اليمن لعام 2004.